# Noli me tangere (obraz Rembrandta)
Noli me tangere – sygnowany obraz olejny niderlandzkiego malarza Rembrandta Harmenszoona van Rĳna z 1638 roku, znajdujący się w kolekcji Buckingham Palace w City of Westminster.

## Historia
Rembrandt namalował obraz w 1638 roku. Dzieło jest sygnowane niezbyt wyraźnie na grobie po prawej stronie: Rembrandt ft. 1638. Noli me tangere powstało prawdopodobnie na zamówienie H. F. Waterloosa z Amsterdamu. Zakupione przez księcia regenta Jerzego Hanowerskiego. Wpisane do inwentarza Carlton House w 1816 pod numerem 568 oraz ponownie w 1819 pod numerem 564. W kolekcji w Buckingham Palace pod numerem katalogowym 145 od 1841 roku. Na stronie muzealnej obraz opisany został jako Chrystus i św. Maria Magdalena przy grobie (ang. Christ and St Mary Magdalen at the Tomb). Znajduje się też adnotacja o drugim funkcjonującym tytule, tzn. łac. Noli me tangere, zaczerpniętym z 20. rozdziału Ewangelii wg św. Jana. Są to słowa, którymi zmartwychwstały Chrystus zwraca się do Marii Magdaleny.

## Tematyka
Artysta zaczerpnął temat z Ewangelii wg św. Jana, gdzie opisana została scena spotkania Marii Magdaleny z Chrystusem, którego wzięła za ogrodnika. Gdy chciała go dotknąć, miał wypowiedzieć słowa: „Nie zatrzymuj mnie…”. Stąd łaciński tytuł dzieła. Ewangeliczna scena rozegrała się w Jerozolimie, pierwszego dnia po szabacie, wczesnym rankiem. Poranne światło zaczyna oświecać jerozolimskie wieże, górną połowę postaci Chrystusa, twarz Marii Magdaleny oraz jednego z aniołów w grobie. Takie ukazanie świtu było celowym zabiegiem malarza. Blask ma tutaj zarówno znaczenie fizyczne, jak i duchowe. Maria, klęcząc przy grobie, zwraca się ku stojącemu za nią zmartwychwstałemu Zbawicielowi. Jej poza wyznaczą linię zauważalnego napięcia, kobieta zrywa się, by wstać.